# 太閤記 (NHK大河ドラマ)
『太閤記』（たいこうき）は、1965年1月3日から12月26日までNHKで放送された3作目の大河ドラマ。主演は緒形拳。原作は豊臣秀吉の半生を描いた吉川英治の小説『新書太閤記』。

## 企画・制作
前2作は娯楽時代劇の内容であったが、本作品は現代的な視点で歴史を描く歴史ドラマ路線へと転換した。この路線転換には演出を担当した吉田直哉の功績が大きかった。
路線転換の最たる例として、第1回の冒頭で前年に開通したばかりの東海道新幹線が驀進し名古屋駅へすべり込み、そこからカメラをパンして豊国神社の森が映るとそこに緒形がオーバーラップする、という実写のシーンから始めたことである。これには視聴者だけでなくNHKの技術スタッフも驚かせた。またマスター勤務者はてっきりフィルムを間違えたと飛び上がったという（岩波ジュニア新書『テレビは変わる』岡村黎明著、1979）。この東海道新幹線の登場シーンは、後年の『風と雲と虹と』（1976年）のファーストカットに神田明神を出したことと、『独眼竜政宗』（1987年）以降通例となるオープニング解説導入の伏線となった。
スター総出演の前2作とはガラリと変わって、メインキャストに新人を抜擢したのも本作品の特徴の一つである。これも吉田の方針であった。吉田はドラマ関係の部署に異動して1年余りだが、『日本の素顔』などドキュメンタリー番組の実績を買われ初めて大河ドラマの演出を担当した。「スタッフも新人だから、役者も新人で」ということから、主演に新国劇のホープだった緒形拳、織田信長役に文学座研究生の高橋幸治が抜擢された。
秀吉役の選考にあたっては「若くて猿っぽい顔」を求め、田中邦衛やジェリー藤尾、アイ・ジョージが候補に挙がった。その後、安藤鶴夫から吉田直哉が「新国劇にサルに似たヤツがいる」という情報を聞き、吉田はデスク担当者に命じて京都の撮影所にいたその人物・緒形拳の写真を撮らせた。その笑顔の写真を吉田や脚本を担当した茂木草介に見せたところ、「これならいける」として緒形を秀吉役に決めた。
信長役が高橋幸治に決まった過程は、高橋が宮口精二の車の運転をしているのを知っていたスタッフの樋口昌弘が、吉田に紹介したことが最初のきっかけとなった。その後、吉田が高橋を部長会に連れて行き、その際に高橋が「信長です。よろしくお願いします。」と大声で挨拶した。それに大きな拍手が起こり、信長役に決まった。
石田三成役には当時慶應義塾大学在学中だった石坂浩二が起用された。この配役は「頭がよさそうに見えるから」と写真だけで判断した。なお、出演にあたっては大学に「この出演で大学を落第しても文句は言わない」という誓約書を提出した。
前記の通り、若手中心とした一方で「新人起用は大いに認めるが、中には有名スターを入れたらどうか。前二作に出演した俳優でなく、テレビバージン(テレビ未出演者)を出演させろ」という当時の芸能局長からの指示があり、高峰秀子と美空ひばりに白羽の矢が立てられた。高峰は、秀吉の母・なか役で出演依頼を受け、一度は承諾したものの出演料の額で折り合いがつかなかったため、出演依頼を断った。なお、美空に関しても全くの論外と、話にもならなかったそうである。
俳優のギャラを抑えることができたため制作費が浮き、その分大規模なロケーションの収録が可能となった。最初の大規模なロケは、1965年1月8日から10日間、桶狭間の戦いのシーンを栃木県塩原町（現・那須塩原市）で行った。このロケではテレビドラマで初めてヘリコプターからの空中撮影が行われ、前年の東京オリンピックの撮影で開発されたヘリコプター自動防震装置が用いられた。また、カメラマンを足軽に扮装させて合戦の中に入っての撮影も行われた。このロケに際しては地元の協力が得られ、消防団員のエキストラへの参加や婦人会の炊き出しが行われた。
大規模なロケはその後も3月に川崎市の柿生、5月には再び塩原で長篠の合戦、8月には長野県飯山市北竜湖で、高松城水攻め、山崎の合戦、賤ヶ岳の合戦などの収録が10日間行われた。このうち、5月と8月のロケでは再度ヘリコプターを撮影に使用した。
本能寺の変のシーンの撮影は世田谷区砧の国際放映のスタジオを借り、本能寺の本堂、中庭、表門、裏門などの大がかりなセットを組んだ。新しい技術も多く採用され、信長が自害するシーンではドライアイスを使ったフォグ・メーカー（霧製造機）を使用し、これにより白煙に包まれる信長を映し出すことができた。本能寺の変後、残りの10回で秀吉の天下統一と死までが放送されたが、原作では小牧・長久手の戦いで物語が終わっており、本作ではその後をオリジナルストーリーとして描いている。
本作品のテーマ音楽の演奏にNHK交響楽団が起用されたが、NHKの音楽番組以外で登場する最初の事例となった。また、本作品から初めて総集編が作られ、12月30日・31日の2回に分けて放送された。

## 反響
平均視聴率は31.2%、最高視聴率は39.7%を記録した（10/17放送分 ビデオリサーチ調べ・関東地区）。本作では第1回を筆頭に事件の舞台となった場所の現況を挿入し、石垣の積み方や武士の俸禄といった当時の習慣の解説を入れたりしたことで、「社会科ドラマ」という新語を生み出した。本能寺の変は当初8月8日の第32回で放送する予定であった。しかし、高橋幸治の人気でNHKに「信長を殺さないで」という投書が相次いだため、10月17日の第42回まで2カ月延期された。なお、信長はその後も回想シーンで登場している。

## 登場人物
太字は現存する第42回の出演者

### 羽柴・豊臣家
豊臣秀吉（とよとみ ひでよし）
（さる→日吉→木下藤吉郎→羽柴秀吉→豊臣秀吉）
演：緒形拳（幼少期/石川秀樹）
小者から信長に拾われ、織田家家老まで出世する。
ねね
演：藤村志保
秀吉の正室。長浜城にて秀吉の留守を守っていたが、宗仁の手紙で信長の死を知る。
淀殿（よどどの）
（茶々→淀殿）
演：三田佳子（幼少期/山本美砂子）
秀吉の側室
豊臣秀頼（とよとみ ひでより）
演：上田英代
大政所（おおまんどころ）
（なか→大政所）
演：浪花千栄子
秀吉の母
木下弥右衛門（きのした やえもん）
演：須永宏
秀吉の実父
筑阿弥（ちくあみ）
演：茂山七五三（後の四世茂山千作）
秀吉の義父
おつみ
演：高野通子
秀吉の姉
豊臣秀次（とよとみ ひでつぐ）
演：田村正和
豊臣秀長（とよとみ ひでなが）
（木下小筑→豊臣秀長）
演：冨田浩太郎
秀吉の弟
浅野又右衛門（あさの またえもん）
演：佐野周二
おこひ
演：花柳小菊
ねねの母
やや
演：本間千代子
於次丸（おつぎまる）
演：石井浩
秀吉の養子
蜂須賀彦右衛門（はちすか ひこえもん）
（蜂須賀小六→蜂須賀彦右衛門）
演：山茶花究
蜂須賀七内（はちすか しちない）
演：吉田義夫
竹中半兵衛（たけなか はんべえ）
演：福田善之
松琴（まつこと）
（ゆう→松琴）
演：坪内ミキ子
竹中半兵衛の妹
黒田如水（くろだ じょすい）
（黒田官兵衛→黒田如水）
演：田村高廣
松寿丸（しょうじゅまる）
演：高橋芳樹
如水の息子
加藤虎之助（かとう とらのすけ）
演：新克利
石田三成（いしだ みつなり）
（石田佐吉→石田三成）
演：石坂浩二（幼少期/柳沢譲二）
秀吉の近習。
福島正則（ふくしま まさのり）
演：若宮五郎
おえつ
演：乙羽信子
福島正則の母
堀尾茂助（ほりお もすけ）
演：天野鎮雄
堀秀政（ほり ひでまさ）
（堀久太郎→堀秀政）
演：林孝一
加藤弾正（かとう だんじょう）
演：稲葉義男
稲田大炊介（いなだ おおいのかみ）
演：田島義文
後藤将監（ごとう しょうげん）
演：河村弘二
松原内匠 （まつばら たくみ）
演：玉川伊佐男

### 織田家
織田信長（おだ のぶなが）
演：高橋幸治
天下人。本能寺において明智軍の襲撃を受けるが、一切取り乱す事なく堂々と振る舞う。
蘭丸に自分の首級を敵に渡さぬように命じ、過去の思い出を回想した後に自刃する。
濃（こい）
演：稲野和子
信長の正室。本作の名前の読みは「のう」ではなく「こい」。
光秀の従姉妹でもあり、彼の謀反を悔しがる。信長から逃げるように命じられるが拒否し、運命を共にする。
お市（おいち）
演：岸恵子
信長の妹
神戸信孝（かんべ のぶたか）
演：高宮敬二
北畠信雄（きたばたけ のぶかつ）
演：蔭山昌夫
平手中務（ひらて なかつかさ）
演：浜村純
森蘭丸（もり らんまる）
演：片岡孝夫（現・片岡仁左衛門）
信長の小姓。もうすぐ元服し前髪を落とす予定だった。その代わりとして信長に髷を切ってもらい、ざんばら髪の姿で敵と戦う。
信長に自分の首級を敵に渡さぬように命じられ、自刃を見届けた。
佐々成政（さっさ なりまさ）
演：浜田寅彦
柴田勝家（しばた かついえ）
演：中村歌門
丹羽長秀（にわ ながひで）
演：神田隆
市川大介 （いちかわ だいすけ）：名古屋章
青山与三右衛門（あおやま よざえもん）
演：三田国夫
池田勝入斎（いけだ しょうにゅうさい）
演：金内吉男
佐久間盛政（さくま もりまさ）
（佐久間玄蕃允→佐久間盛政）
演：生井健夫
滝川一益（たきがわ かずます）
演：猿若清方
滝川三郎兵衛（たきがわ さぶろべえ）
演：谷口完
佐久間信盛（たきがわ のぶもり）
演：井上和行

### 明智家
明智光秀（あけち みつひで）
演：佐藤慶
織田家重臣。信長打倒を目指し謀反を起こす。
明智光春（あけち みつはる）
演：片岡秀太郎
比田帯刀（ひだ たてわき）
演：森山周一郎
進士作左衛門（しんし さくざえもん）
演：小沢重雄
明智家家臣。本能寺襲撃部隊の副将格。
斎藤利三（さいとう としみつ）
演：高桐真
明智家家老。本能寺襲撃部隊の指揮を執る。情けを知る初老の武士。
並河（なびか）
演：大井潤

### 徳川家
徳川家康（とくがわ いえやす）
演：尾上菊蔵
本多平八（ほんだ へいはち）
演：外山高士
酒井忠次（さかい ただつぐ）
演：明石健

### 武田家
武田信玄（たけだ しんげん）
演：早川雪洲
武田勝頼（たけだ かつより）
演：渡辺文雄
馬場美濃守（ばば みののかみ）
演：植村謙二郎
穴山梅雪（あなやま ばいせつ）
演：浅野進治郎
跡部大炊介（あとべ おおいのかみ）
演：起田志郎
山県三郎兵衛（やまがた さぶろべえ）
演：江藤勇

### 他の武将
前田利家（まえだ としいえ）
（前田犬千代→前田利家）
演：川津祐介
足利義昭（あしかが よしあき）
演：市村家橘
上杉謙信（うえすぎ けんしん）
演：石山健二郎
直江実綱（なおえ さねつな）
演：伊沢一郎
浅井長政（あざい ながまさ）
演：大山克巳
はつ
演：二木てるみ
長政とお市の子で、後に京極高次の妻となる。
藤掛三河守（ふじかけ みかわのかみ）
演：小杉義男
今川義元（いまがわ よしもと）
演：三国一朗
今川氏真（いまがわ うじざね）
演：高野恭明
高山右近（たかやま うこん）
演：和田孝
高山飛騨（たかやま ひだ）
演：大町文夫
斎藤道三（さいとう どうさん）
演：上田吉二郎
細川藤孝（ほそかわ ふじたか）
演：戸浦六宏
松永弾正（まつなが だんじょう）
演：松村達雄
鳥居強右衛門（とりい すねえもん）
演：北村和夫
山中鹿之助（やまなか しかのすけ）
演：神山繁
吉川元春（きっかわ もとはる）
演：二本柳寛
吉川経家（きっかわ つねいえ）
演：御木本伸介
清水宗治（しみず むねはる）
演：田崎潤
奥平貞昌（おくだいら さだまさ）
演：入川保則
伊達政宗（だて まさむね）
演：井上昭文
松下嘉兵衛（まつした かへえ）
演：宇佐美淳
荒木村重（あらき むらしげ）
演：小池朝雄
波多野秀治（はたの ひではる）
演：久松保夫
安国寺恵瓊（あんこくじ えけい）
演：桑山正一
国府尉右衛門（こくふ じょうえもん）
演：高木新平
筒井順慶（つつい じゅんけい）
演：福山博寿

### その他
宗湛（そうたん）
演：土屋嘉男
博多の町人。本能寺に宿泊していたが、信長に名画を持って脱出するように命じられる。
斎藤利三に信長の居場所を尋ねられた際、「町人の義理がある」と言って教えなかった。
千宗易（せんの そうえき）
演：島田正吾
千道安（せんの どうあん）
演：市川門之助
顕如（けんにょ）
演：伊井友三郎
曽呂利新左衛門（そろり しんざえもん）
（宗祐→曽呂利新左衛門）
演：有島一郎
中川清秀（なかがわ きよひで）
演：明智三郎
宗仁（そうにん）
演：真弓田一夫
宗湛の友人で、秀吉の友人でもある。信長の死を伝えるために秀吉とねねに対しそれぞれ使者を送った。
於福（おふく）
演：フランキー堺
茶碗屋、宗湛に仕える。本能寺の変に巻き込まれる。
おふく
演：浜木綿子
念仏踊り
お六（おろく）
演：結城美栄子
おふくの妹
於三郎（おさぶろう）
演：辰巳柳太郎
茶売りの老婆
演：北林谷栄
茶碗屋捨次郎（ちゃわんや すてじろう）
演：三津田健
菊丸（きくまる）
演：中山克巳
老女
演：磯村千花子
濃に仕える侍女の頭。
曲直瀬道三（まなせ どうさん）
演：宮口精二
快川和尚（かいせんおしょう）
演：明石潮
雄心和尚（ゆうしんおしょう）
演：岡譲司
大善院和尚（だいぜんいんおしょう）
演：島田敬一
勝恵上人（しょうけいしょうにん）
演：松本克平
ごんぞ
演：花沢徳衛
がんまく
演：松山照夫
山渕右近（やまぶち うこん）
演：江見俊太郎
山渕左馬之介（やまぶち さまのすけ）
演：村上冬樹
渚（なぎさ）
演：赤木春恵
庄兵衛（しょうべえ）
演：太宰久雄
宗納
演：陶隆
宗巴
演：清水一郎
和尚
演：田武謙三
渡辺天蔵（わたなべ）
演：小鹿敦（後の小鹿番）
幸市之丞（こういちのじょう）
演：北川国彦（現・北川米彦）
老婆
演：戸田春子、田中筆子
名主
演：笹川恵三
僧
演：国創典
明智の兵
演：宮崎和命、柴田宗樹
明智の士
演：下村達雄、永田光哉、水橋和夫、菊池誠一
使者
演：中庸介 （現・中庸助）
侍女
演：九穂信子
信長小姓
演：水野努
オルガンティノ
演：エディ・アラブ
海北友松
演：久米明
その他
演：浦辺粂子、小倉一郎、若宮忠三郎、渥美國泰

## スタッフ
- 原作：吉川英治（『新書太閤記』より）
- 脚本：茂木草介
- 音楽：入野義朗
- 語り：平光淳之助
- テーマ演奏：NHK交響楽団
- 指揮：外山雄三
- 演奏：プロコルデ室内楽団
- 殺陣：林邦史朗
- 制作：関口象一郎
- 技術：彦坂良平
- 美術：小林喬
- 撮影：岩井橲周
- 演出：吉田直哉

## 放送
特記がない限りウェブサイト「NHKクロニクル」の「NHK番組表ヒストリー」で確認。

### 通常放送時間
- NHK総合テレビジョン：毎週日曜 20時15分 - 20時59分
- （再放送）NHK総合テレビジョン：（11回まで[注釈 4]）毎週土曜 13時15分 - 14時00分、（14回から[注釈 4]）毎週土曜 13時25分 - 14時10分

### 放送日程
- 第27回は20時58分から参議院選挙ローカル開票速報を放送したため1分短縮。
- 第34回は20時14分から台風17号にかかるニュース速報を放送したため1分繰り下げ及び1分短縮。

| 放送回                                                     | 放送日   | 題           |
| ---------------------------------------------------------- | -------- | ------------ |
| 第1回                                                      | 1月 3日  | 孤猿の春     |
| 第2回                                                      | 1月10日  | 京の針       |
| 第3回                                                      | 1月17日  | 天文群雄     |
| 第4回                                                      | 1月24日  | わが君       |
| 第5回                                                      | 1月31日  | 閑日月       |
| 第6回                                                      | 2月 7日  | 秋の嵐       |
| 第7回                                                      | 2月14日  | 三日普請     |
| 第8回                                                      | 2月21日  | 死のうは一定 |
| 第9回                                                      | 2月28日  | 聟の君       |
| 第10回                                                     | 3月 7日  | 洲股築城     |
| 第11回                                                     | 3月14日  | 母の駕籠     |
| 第12回                                                     | 3月21日  | 竿頭一瓢     |
| 第13回                                                     | 3月28日  | 伊勢軍功帳   |
| 第14回                                                     | 4月 4日  | 堺町人       |
| 第15回                                                     | 4月11日  | 琴線         |
| 第16回                                                     | 4月18日  | 動中の静     |
| 第17回                                                     | 4月25日  | 四面楚歌     |
| 第18回                                                     | 5月 2日  | 時々刻々     |
| 第19回                                                     | 5月 9日  | 旧閣瓦解     |
| 第20回                                                     | 5月16日  | 珠           |
| 第21回                                                     | 5月23日  | 花の輪       |
| 第22回                                                     | 5月30日  | 援軍三万八千 |
| 第23回                                                     | 6月 6日  | 長篠         |
| 第24回                                                     | 6月13日  | 湖南湖北     |
| 第25回                                                     | 6月20日  | 灸           |
| 第26回                                                     | 6月27日  | 中国入り     |
| 第27回                                                     | 7月 4日  | 苦境         |
| 第28回                                                     | 7月11日  | 誓紙         |
| 第29回                                                     | 7月18日  | 南蛮寺       |
| 第30回                                                     | 7月25日  | 官兵衛救出   |
| 第31回                                                     | 8月 1日  | 秋風平井山   |
| 第32回                                                     | 8月 8日  | 明暗         |
| 第33回                                                     | 8月15日  | 機微         |
| 第34回                                                     | 8月22日  | 若獅子       |
| 第35回                                                     | 8月29日  | 埋言         |
| 第36回                                                     | 9月 5日  | 大気者       |
| 第37回                                                     | 9月12日  | 春騒譜       |
| 第38回                                                     | 9月19日  | 身命考       |
| 第39回                                                     | 9月26日  | 岐路         |
| 第40回                                                     | 10月 3日 | 心闇         |
| 第41回                                                     | 10月10日 | 老の坂       |
| 第42回                                                     | 10月17日 | 本能寺       |
| 第43回                                                     | 10月24日 | 墳涙         |
| 第44回                                                     | 10月31日 | 悲歌         |
| 第45回                                                     | 11月 7日 | 折鶴         |
| 第46回                                                     | 11月14日 | 賎ヶ嶽前後   |
| 第47回                                                     | 11月21日 | 大願         |
| 第48回                                                     | 11月28日 | 心と形       |
| 第49回                                                     | 12月 5日 | 天下人       |
| 第50回                                                     | 12月12日 | 世継ぎ       |
| 第51回                                                     | 12月19日 | 凡愚の情     |
| 最終回                                                     | 12月26日 | 夢のまた夢   |
| 平均視聴率 31.2%（視聴率は関東地区・ビデオリサーチ社調べ） |          |              |

### 総集編
- 太閤記総集編　「日吉から太閤まで」（前編）：1965年12月30日19:30-20:59[27]
- 太閤記総集編　「日吉から太閤まで」（後編）：1965年12月31日19:30-20:50[27]

## 映像の現存状況
本能寺の変を題材にした第42回「本能寺」が現存しており、『NHK想い出倶楽部2〜黎明期の大河ドラマ編〜（3）太閤記』としてDVD販売されている。テレビ開局記念番組での石田三成役の石坂浩二のコメントによると、この回は室内で火を焚くことが出来ず、フィルムで撮影したため残ったとのことであるが、実際に保管されている媒体は放送局用ビデオテープ（2インチVTR）である。この回の中では「秀吉と信長の出会い」、「桶狭間合戦」、「秀吉の稲葉山上でのお市救出」、「安土桃山城築城」が回想シーンとして挿入されている。また、第42回は放送されたバージョンのほか、コンクール出品用に再編集されたバージョンも現存している。
「桶狭間合戦」については、製作現場を撮影した映像と当該シーンも残存している。
なお、2008年に主演の緒形拳が亡くなった際、NHKのニュースにおいて唯一現存する第42回にないはずの、秀吉とねねが戯れるシーンが紹介されていた（ただし第何回か不明）。 　
また、本作品の美術を取り上げた『ネットワークNHK スタジオ一夜城』が保存番組に登録されている。